# Ladislav Měšťan
Ladislav Měšťan (* 17. května 1941 Ostrava) je bývalý československý vodní slalomář, kanoista závodící v kategorii C2. Jeho partnerem v lodi byl jeho bratr Zdeněk.
Na mistrovstvích světa získal jednu zlatou (C2 družstva – 1965), tři stříbrné (C2 – 1969; C2 družstva – 1967, 1969) a dvě bronzové medaile (C2 – 1967; C2 družstva – 1971). Startoval na Letních olympijských hrách 1972, kde se jeho loď v individuálním závodě C2 umístila na 16. místě. Další medaile vybojoval v C2 na mistrovstvích světa ve sjezdu na divoké vodě (1× zlato, 3× stříbro, 2× bronz).